# Hauts-de-France
Hauts-de-France (francoska izgovorjava [o də fʁɑ̃s]; picardsko Heuts-d'Franche; dobesedni prevod 'Zgornja Francija') je najsevernejša regija Francije, ki jo je ustvarila teritorialna reforma francoskih regij leta 2014, ki je nastala zaradi združitve Nord-Pas-de-Calaisa in Pikardije. Njena prefektura je Lille. Nova regija je nastala 1. januarja 2016 po regionalnih volitvah decembra 2015. Conseil d'État je 28. septembra 2016 odobril Hauts-de-France kot ime regije, ki začne veljati naslednji 30. september.
S 6.009.976 prebivalci (1. januarja 2015) in gostoto prebivalstva 189 prebivalcev/km² je tretja najbolj naseljena regija v Franciji in druga najgosteje poseljena v metropolitanski Franciji za južnim sosedom Île-de-France. Na severu meji na Belgijo.

## Toponimija
Začasno ime regije Nord-Pas-de-Calais-Picardie je bilo krajno ime z vezajem, ki je nastalo z vezajem imen združenih regij – Nord-Pas-de-Calais in Pikardija - po abecednem vrstnem redu.
14. marca 2016, precej pred rokom 1. julija, se je regionalni svet odločil, da bo Hauts-de-France trajno ime regije. Začasno ime regije je bilo umaknjeno 30. septembra 2016, ko je začelo veljati novo ime regije, Hauts-de-France.

## Geografija
Regija pokriva površino več kot 31.813 km². Na severovzhodu meji na Belgijo (Flandrijo in Valonijo), na severu na Severno morje, na zahodu na Rokavski preliv, kot tudi na francoske regije Grand Est na vzhodu-jugovzhodu, Île-de-France na jugu, in Normandija na zahod-jugozahod. Z Združenim kraljestvom (Anglijo) je povezan preko predora pod Rokavskim prelivom.
.

### Departmaji
Hauts-de-France sestavlja pet departmajev: Aisne, Nord, Oise, Pas-de-Calais in Somme.

### Glavne občine
1. Lille (227.560;  sedež regionalne prefekture; okolica je dom 1,5 mio prebivalcev)
2. Amiens (133.448)
3. Roubaix (94.713)
4. Tourcoing (91.923)
5. Dunkirk (90.995)
6. Calais (72.589)
7. Villeneuve-d'Ascq (62.308)
8. Saint-Quentin (55.978)
9. Beauvais (54.289)
10. Valenciennes (42.691)

- Notre Dame de Laon
- Lille
- Amiens
- Pogled na Bele pečine Dovra v Angliji s Cap Gris Nez v Franciji

## Gospodarstvo
Bruto domači proizvod (BDP) regije je leta 2018 znašal 161,7 milijarde evrov, kar je predstavljalo 6,9 % francoske gospodarske proizvodnje. BDP na prebivalca, prilagojen glede na kupno moč, je v istem letu znašal 24.200 evrov ali 80 % povprečja EU27. BDP na zaposlenega je znašal 101 % povprečja EU.

## Tkanje platna
Regija je bila osrednje središče mulquinerie; francoska šiviljska dediščina in izdelava umetnosti tkanja in trgovanja s finimi tkaninami, sestavljenimi izključno iz lanu.